# Confederación Nacional Agraria de Perú
La Confederación Nacional Agraria (CNA) es una organización de productores de la pequeña agricultura en el Perú, fundada en 1974 en el marco de la Reforma Agraria bajo el gobierno del general Juan Velasco Alvarado.
El 3 de octubre de 1974 en el Congreso de la República se reunieron 800 delegados campesinos de todo el país, representando más de 3,000 comunidades campesinas y cooperativas agrarias, y fundaron la CNA. Objetivo principal de la organización fue la defensa de los logros de la Reforma Agraria contra los gamonales expropiados
La CNA participó en los paros nacionales en 1977 y 1979 bajo el gobierno de Francisco Morales Bermúdez contra el desmontaje de las reformas previas. En noviembre de 1982 organizó el Primer Paro Nacional Agrario en defensa de la Reforma Agraria, logrando la caída del gabinete de Manuel Ulloa Elías.
En los años 1980, la CNA sufrió una opresión grave por parte del gobierno así como del Sendero Luminoso. En 1984 el dirigente Jesús Oropeza fue asesinado en Lucanas (Ayacucho). Otras víctimas de la violencia fueron Toribia Flores de Cutida (Cusco), Juan Taipe (Huancavelica), Juan Alvarado (Huarmey) y Juan Matell (Chillón, Lima).
El gobierno de Alberto Fujimori en los años 1990 intentó, entre otros objetivos, privatizar las tierras de las comunidades campesinas y las aguas que fue evitado por acciones políticas de compesinos, que hasta hoy son la base de la CNA.
La CNA es miembro de la Coordinadora Andina de Organizaciones Indígenas.